# World Series of Poker 1990
De World Series of Poker 1990 werd gehouden in de Binion's Horseshoe in Las Vegas van 30 april t/m 17 mei. Het was de 21ste editie van de World Series of Poker, het grootste pokerevenement ter wereld.

## Toernooien
| Event                        | Winnaar                        | Prijs    | Tweede         |
| ---------------------------- | ------------------------------ | -------- | -------------- |
| $1.500 Limit Hold'em         | Mike Hart                      | $252.000 | Mel Judah      |
| $1.500 Seven Card Razz       | Ray Rumler                     | $111.600 | Robert Turner  |
| $1.500 Seven Card Stud Split | Norm Boulus                    | $108.600 | Wally Caldwell |
| $1.500 Omaha 8 or better     | Monte Kouz                     | $113.400 | Herb Chessler  |
| $1.500 Limit Omaha           | Tony Stormzand                 | $106.800 | Jack Green     |
| $1.500 Ace to Five Draw      | Phil Reher                     | $124.200 | Al Kudelka     |
| $1.500 Seven Card Stud       | Vasilis Lazarou                | $158.400 | Steve Metz     |
| $1.500 Pot Limit Omaha       | Shawqui Shunnarah              | $113.400 | Austin Scott   |
| $5.000 Deuce to Seven Draw   | John Bonetti                   | $83.250  | Milton Butts   |
| $5.000 Seven Card Stud       | Hugh Todd                      | $168.000 | Keith Sexton   |
| $5.000 Pot Limit Omaha       | Thomas "Amarillo Slim" Preston | $142.000 | O'Neil Longson |
| $2.500 Limit Hold'em         | Berry Johnston                 | $254.000 | Hal Kant       |
| $2.500 No Limit Hold'em      | Allen Baker                    | $280.000 | Freddy Deeb    |
| $500 Ladies' Seven Card Stud | Marie Gabert                   | $22.000  | Jenny Kaye     |

## Main Event
Het Main Event was het grootste toernooi van de WSOP van 1990. Het is een 10.000 dollar No-Limit Texas Hold'em toernooi. De winnaar van dit toernooi wordt gezien als de officieuze wereldkampioen poker. Er deden in totaal 194 spelers mee.

### Finaletafel
| Positie | Naam             | Prijs    |
| ------- | ---------------- | -------- |
| 1       | Mansour Matloubi | $835.000 |
| 2       | Hans "Tuna" Lund | $334.000 |
| 3       | Dave Crunkleton  | $167.000 |
| 4       | Jim Ward         | $91.850  |
| 5       | Berry Johnston   | $75.150  |
| 6       | Al Krux          | $58.450  |

### Andere hoge posities
| Positie | Naam            | Prijs   |
| ------- | --------------- | ------- |
| 9       | Stu Ungar       | $25.050 |
| 13      | Bobby Hoff      | $12.500 |
| 17      | Mel Judah       | $12.500 |
| 20      | Mickey Appleman | $10.000 |
| 24      | Tom Franklin    | $10.000 |
| 26      | Humberto Brenes | $8.050  |
| 28      | Artie Cobb      | $7.500  |